# Уздалросо
Уздалросо — село в Хунзахском районе Дагестана. Административный центр сельского поселения Уздалросинский сельсовет.

## Географическое положение
Расположено в 14 км к юго-востоку от районного центра села Хунзах.

## Население
| 1888 | 1895 | 1926 | 1939 | 1970 | 1989 | 2002 |
| ---- | ---- | ---- | ---- | ---- | ---- | ---- |
| 161  | ↗184 | ↗232 | ↗325 | ↗348 | ↗493 | ↗706 |
| 2010 | 2021 |      |      |      |      |      |
| ↗873 | ↗902 |      |      |      |      |      |

По данным Всероссийской переписи населения 2010 года — моноэтничное аварское село.